# Jagers in de sneeuw
Jagers in de sneeuw, ook wel De terugkeer van de jagers, is een schilderij van Pieter Bruegel de Oude, olieverf op hout, uit 1565. Het werk maakt deel uit van een serie van een zestal schilderijen over de seizoenen van het jaar en wordt gerekend tot de renaissance-periode in de Nederlanden. Het behoort tot de collectie van het Kunsthistorisches Museum te Wenen. Bruegel signeerde het werk rechtsonder met 'BRVEGEL. M.D.LXV'.

## Beschrijving
Jagers in de sneeuw toont een geïdealiseerd winters tafereel waarin jagers, vergezeld door hun honden, terugkeren na een jachtpartij. Bruegel zet in gedempte kleuren, met veel grijstinten, het beeld neer van een kalme, koude en bewolkte dag. De zon is reeds ondergegaan en er is geen schaduwwerking. Bomen staan er bladerloos bij. Klaarblijkelijk is de jacht niet bijzonder succesvol geweest: de honden zien er afgemat en mager uit, slechts één jager draagt het kreupele kadaver van een vos met zich mee.
Het schilderij zit verder vol met details uit een zestiende-eeuws dorpsleven: vanuit de bergen stroomt een kleine rivier vredig naar beneden. In de bocht van de rivier liggen een aantal huizen, in het vlak rechtsonder zijn tal van schaatsende en sleeënde mensen te zien. Ook wordt op het ijs een vorm van curling gespeeld. Op een kunstmatig aangelegd meer, rechtsbeneden staat een watermolen met ingevroren rad en een brug, in de bergen ligt een burcht. De herberg links heet 'Dit is gulden Hert', hetgeen verwijst naar Eustachius van Rome, de schutspatroon van de jagers. Het scheef hangen van het bord kan gezien worden als een verwijzing naar de onfortuinlijke jacht van de weergegeven jagers. Vanuit de herberg lijkt de rooklucht van het vuur voor de bereiding van een varken bijna ruikbaar voor de toeschouwer. In het midden van het beeld is een vogelval te zien, in de verte een schoorsteenbrand (waarbij met ladders te hulp gekomen wordt), op de voorgrond drukt de sneeuw op een bramenstruik.
De jagers op het schilderij staan allemaal met de rug gekeerd naar de toeschouwer, hetgeen de indruk van een toevallige en min of meer heimelijke waarneming creëert. Het typisch bruegeliaanse motief was ook een manier om de blik van de toeschouwer in het schilderij te zuigen. De schaatsende figuren in de verte lijken kleine silhouetten, hetgeen de onbeduidendheid van de mens in de natuur illustreert.
De geografische situering van het schilderij is niet geheel te duiden en moet waarschijnlijk gezien worden als een mengeling: de Vlaams-Brabantse dorps- en omgevingselementen lijken niet te rijmen met het bergachtige landschap, waarmee Bruegel tijdens een Alpenreis kennis had gemaakt. De burcht lijkt Duits en komt ook in andere werken van Bruegel terug. Bruegel componeerde met andere woorden een ideaal cultuurlandschap.

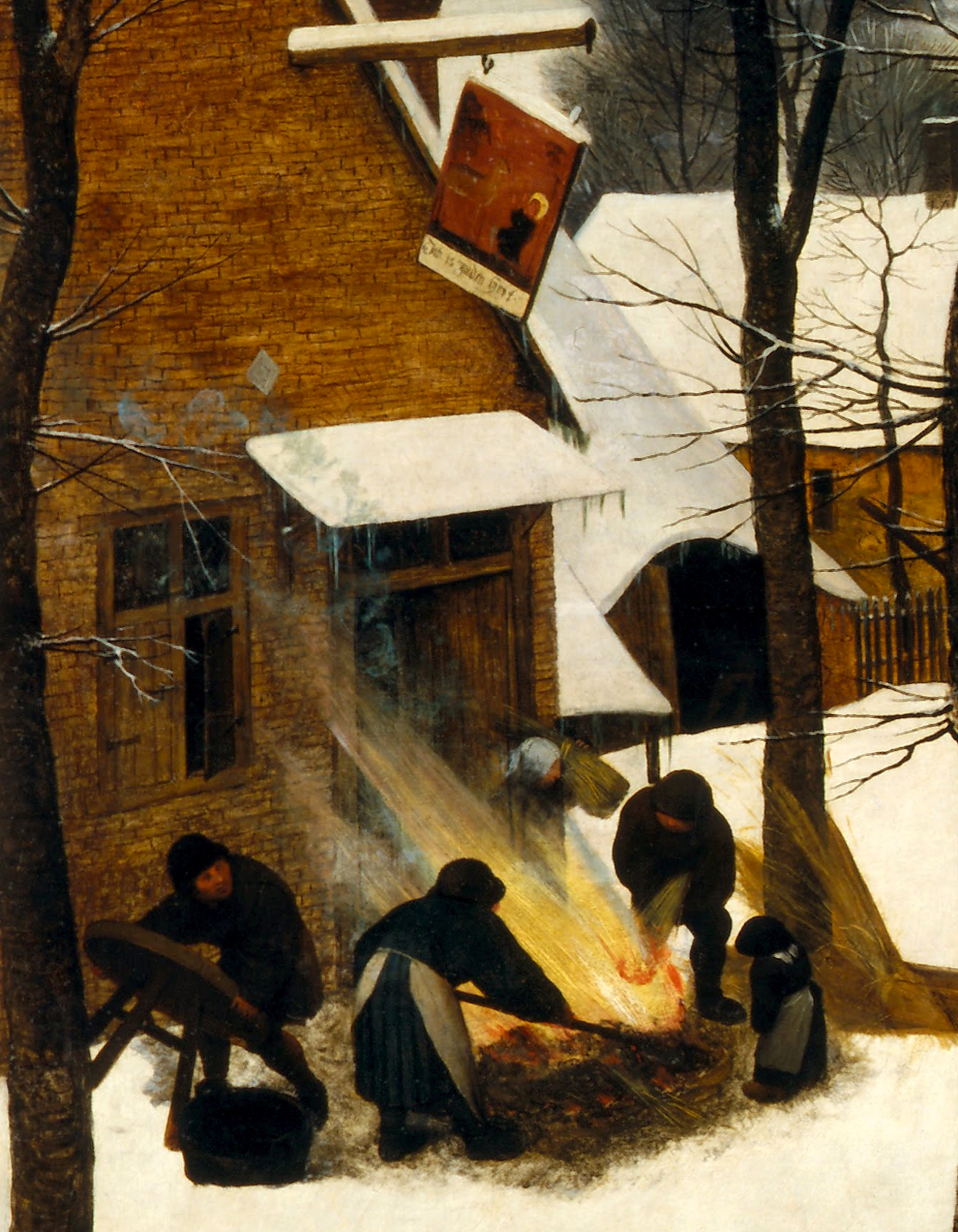
Vuur voor de herberg; boeren schroeien de zwijnborstels af
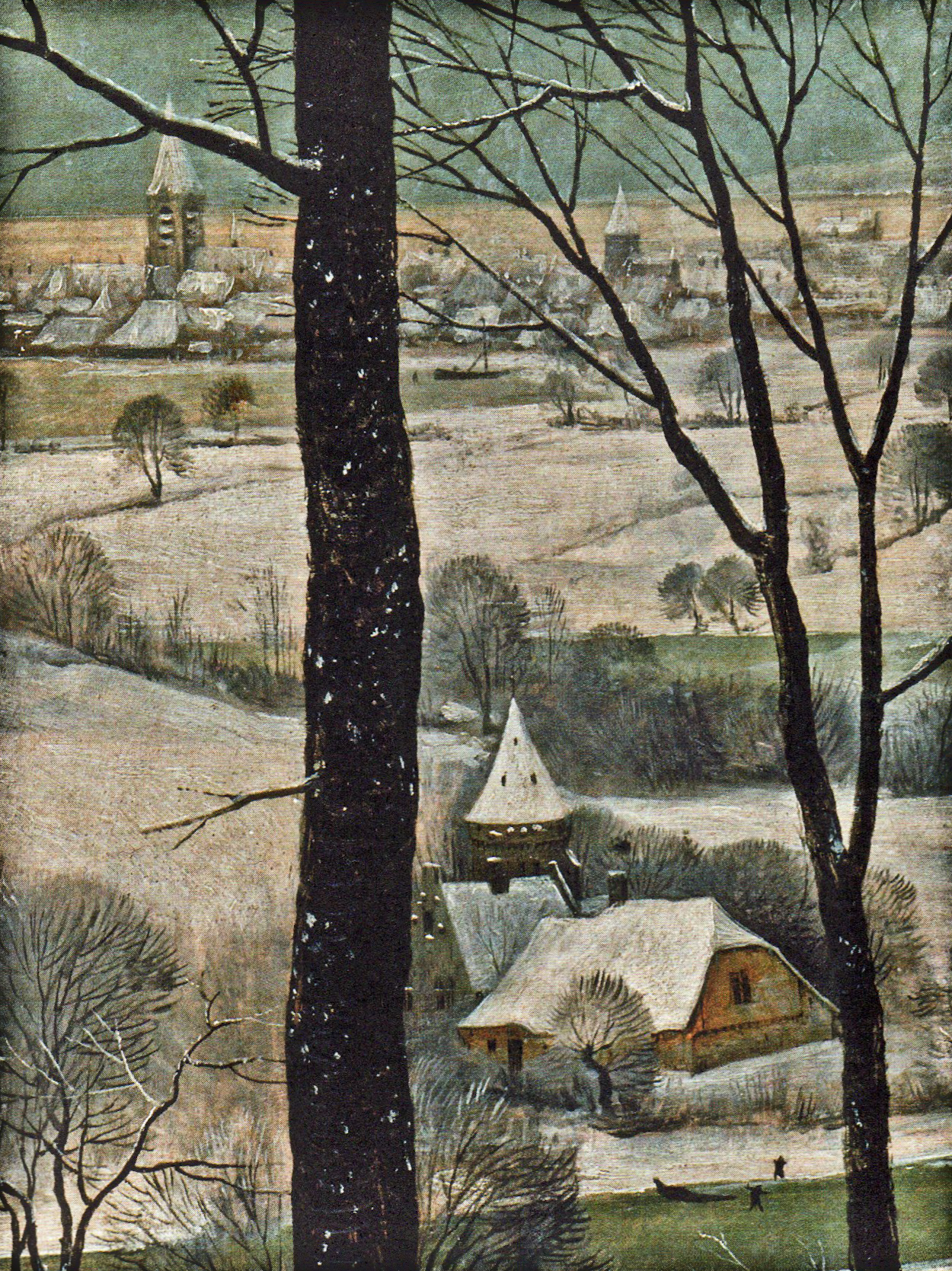
Blik op de stad en de burcht in de bergen
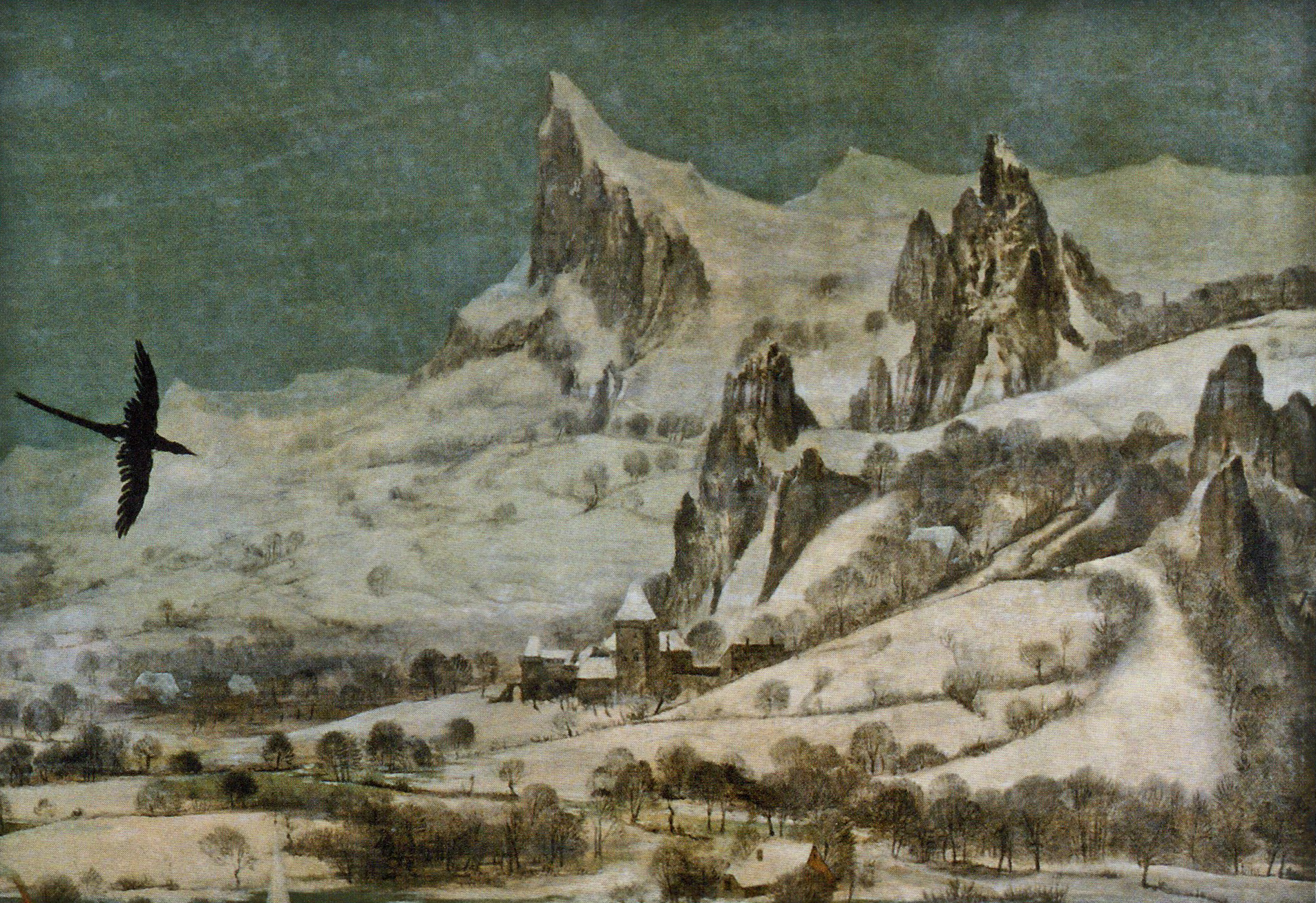
Gebergte met burcht
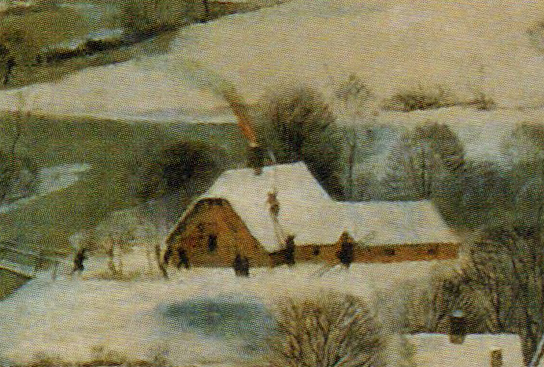
Schoorsteenbrand
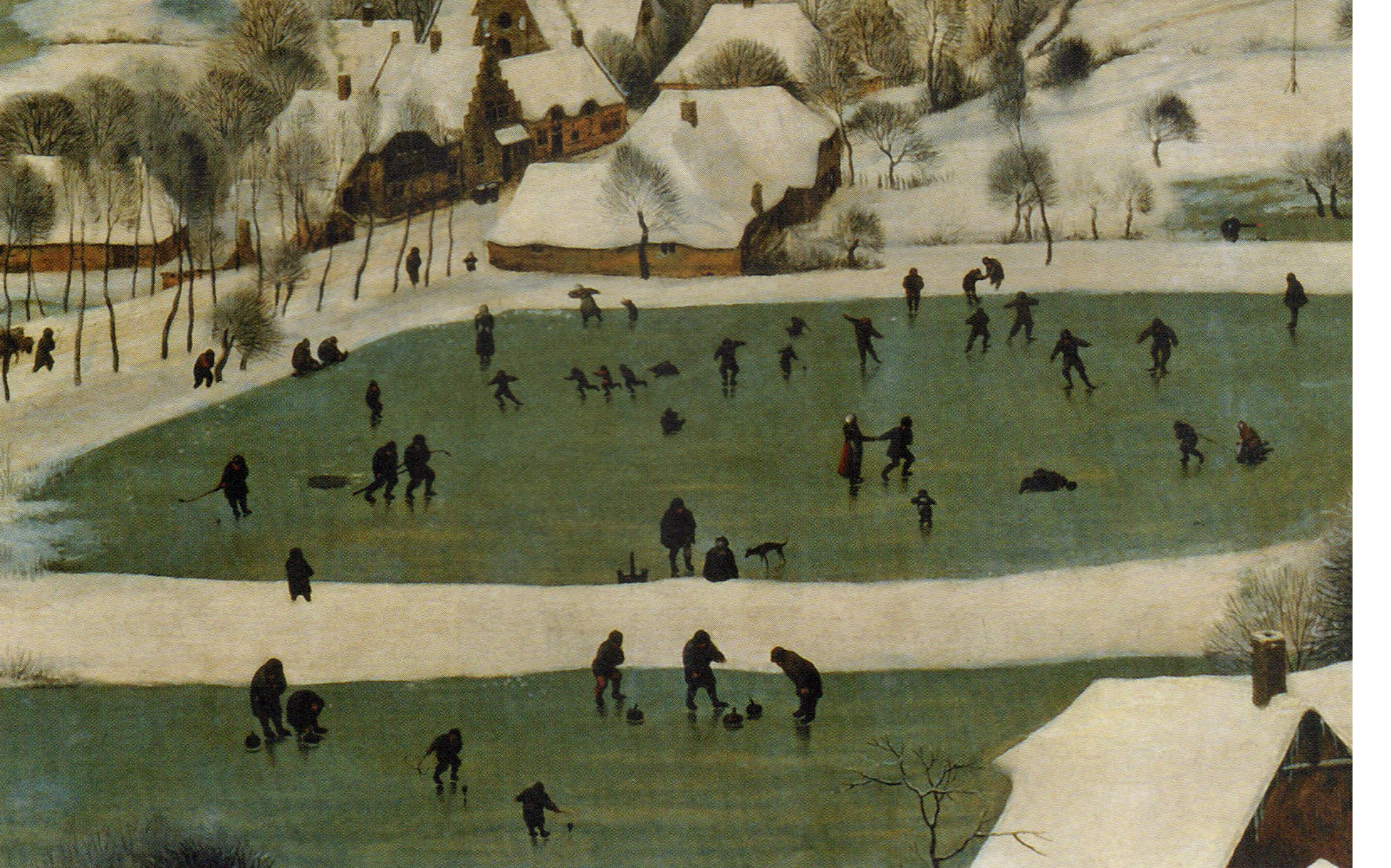
Schaatsende en sleeënde dorpsbewoners

## Compositie en typering
De compositie van Jagers in de sneeuw concentreert zich op de eerste plaats rondom een aantal diagonalen. De berg waarlangs de jagers afdalen vormt een lijn van linksboven naar rechtsonder, die zich verderop in het schilderij nog enkele malen herhaalt. De jagers zelf met hun honden maken een diagonaal van linksonder naar rechtsboven, die doorgetrokken wordt door de loop van het riviertje. Daarnaast zijn er verticale lijnen te onderscheiden in de bomen links en horizontale lijnen in de vorm van het meer en de horizon. Deze lijnencompositie geeft het werk een afgewogen en daarmee ook een rustgevend karakter.
De menselijke en dierlijke figuren op het schilderij zijn vrijwel zonder uitzondering donker weergegeven, hetgeen de overheersing door de winterse natuur accentueert, en daarmee de nietigheid van mens en dier. Het geheel krijgt hiermee ook een onherbergzaam en levensvijandig karakter, dat samenhangt met de winterse tijd. Tegelijkertijd heeft het schilderij ook een ideële kant, die 'erbij willen horen' uitdrukt. Deze tegenstelling kan intrigeren. Mogelijk heeft Bruegel, ten tijde van de reformatie, iets uit willen drukken van het plattelandsleven zoals het ooit is geweest of moest zijn, binnen een simpele, vredige duidelijkheid. Kunsthistoricus Martin Kemp illustreert dit door te wijzen op het gegeven dat Jagers in de sneeuw later een van de populairste afbeeldingen voor kerstkaarten werd.
Jagers in de sneeuw past, als het meeste andere werk van Bruegel, binnen de stroming van de renaissance in de Nederlanden, met duidelijke invloeden vanuit het maniërisme, met veel aandacht voor detail, voortbouwend op eerdere tradities van de Vlaamse Primitieven en Jheronimus Bosch.

## Jaargetijdenserie
Jagers in de sneeuw is volgens sommigen het laatste uit van een serie van zes schilderijen die Bruegel maakte van de jaargetijden zoals men die in de zestiende eeuw kende: voorlente (februari-maart), lente (april-mei), vroegzomer (juni-juli), hoogzomer (augustus-september), herfst (oktober-november) en winter (december-januari). Ook uit de compositie zou de opzet als opening voor de serie af te leiden zijn: de bomen links vormen een natuurlijke afscheiding en de jagers en honden trekken het oog naar rechts, in de richting van de volgende schilderijen. Andere auteurs menen dat de reeks opende met het verdwenen schilderij van de lente, aangezien de Nederlanden tot 1576 de Juliaanse Paasstijl volgden. Uiteindelijk is het debat over het 'correcte' begin relatief, want de reeks vormt een cyclus en was bedoeld om rond de kamer te hangen, niet als een soort fries op één rij.

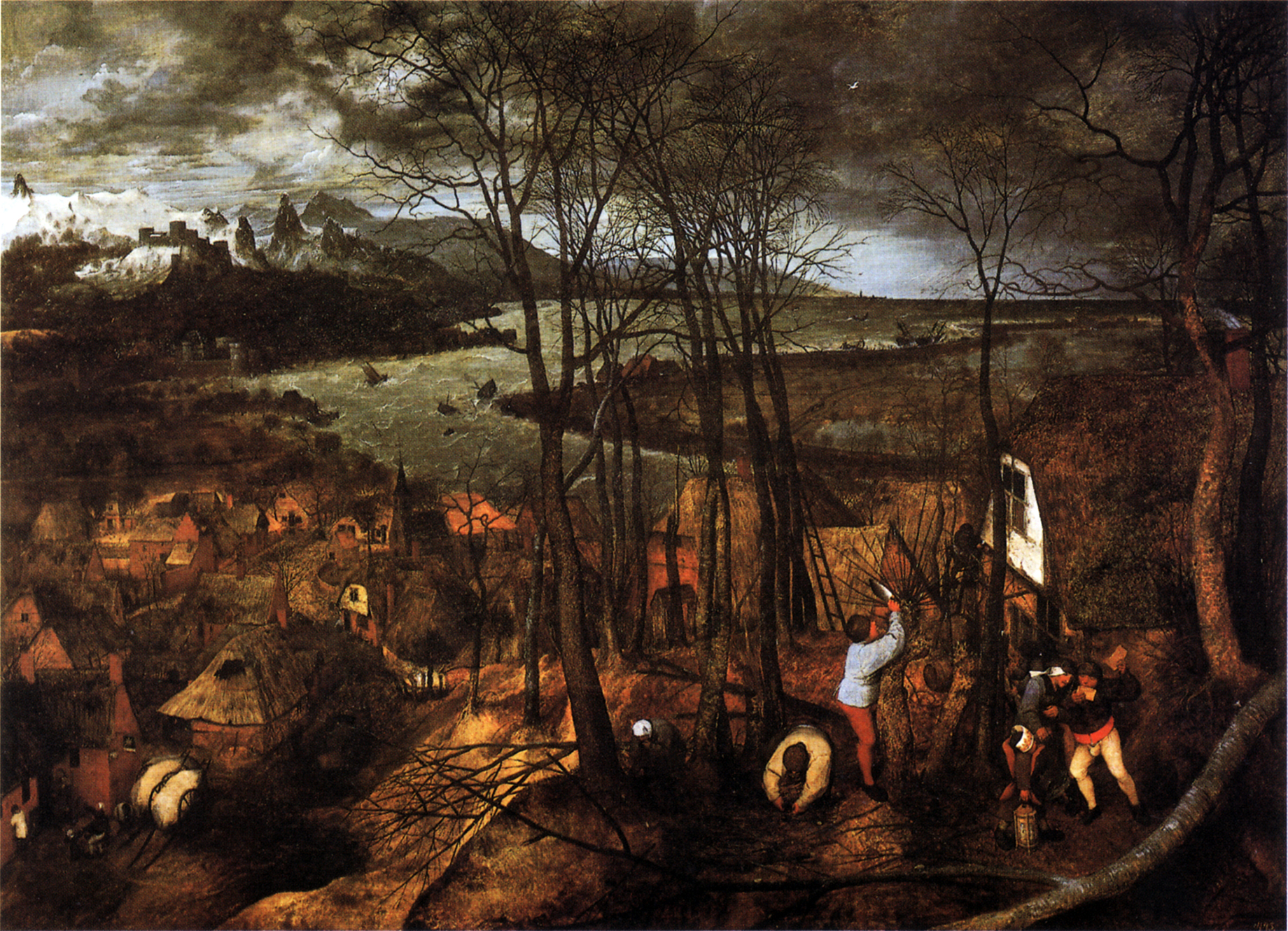
Donkere dagen (voorlente), 1565
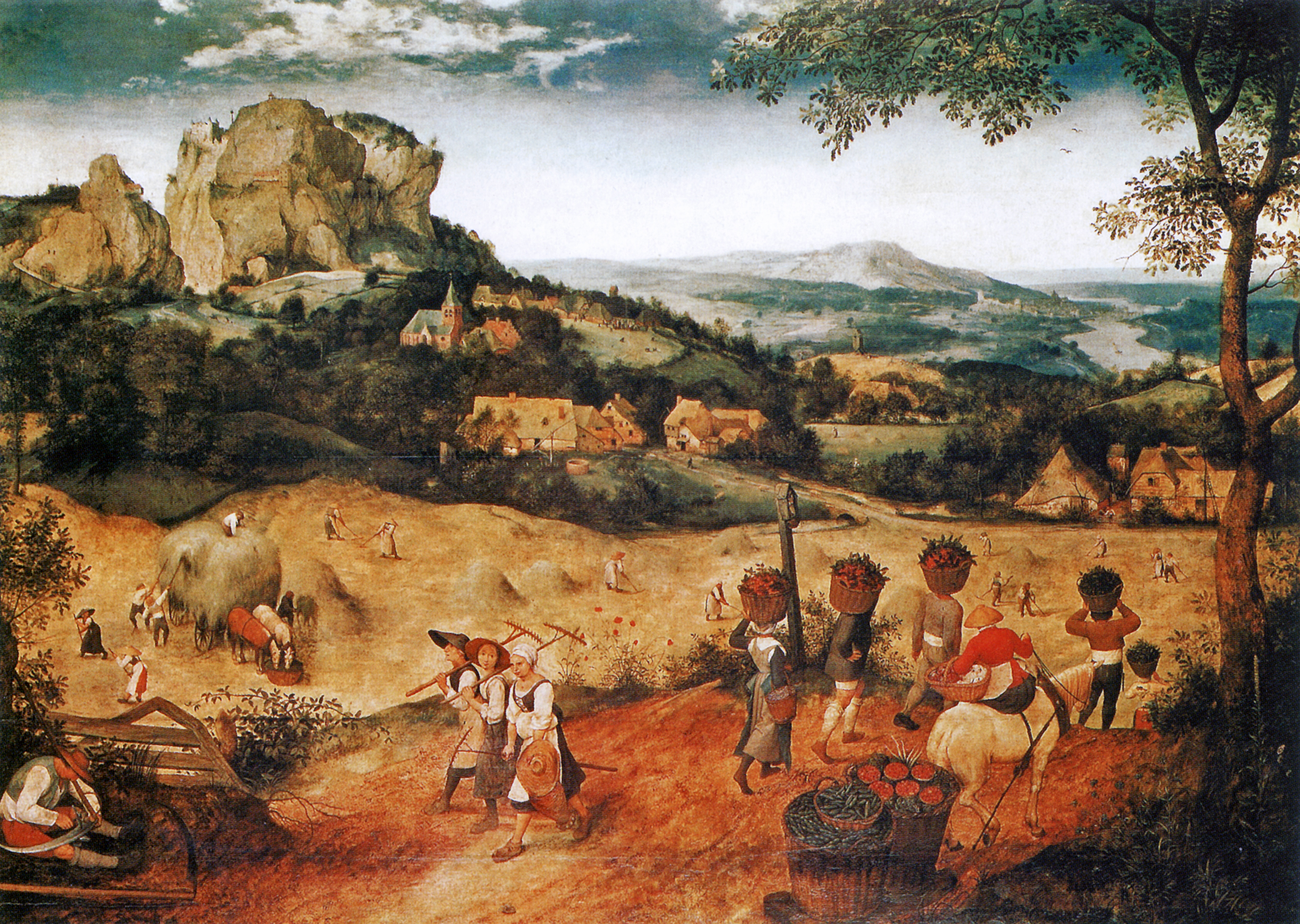
De hooioogst (zomer), 1565
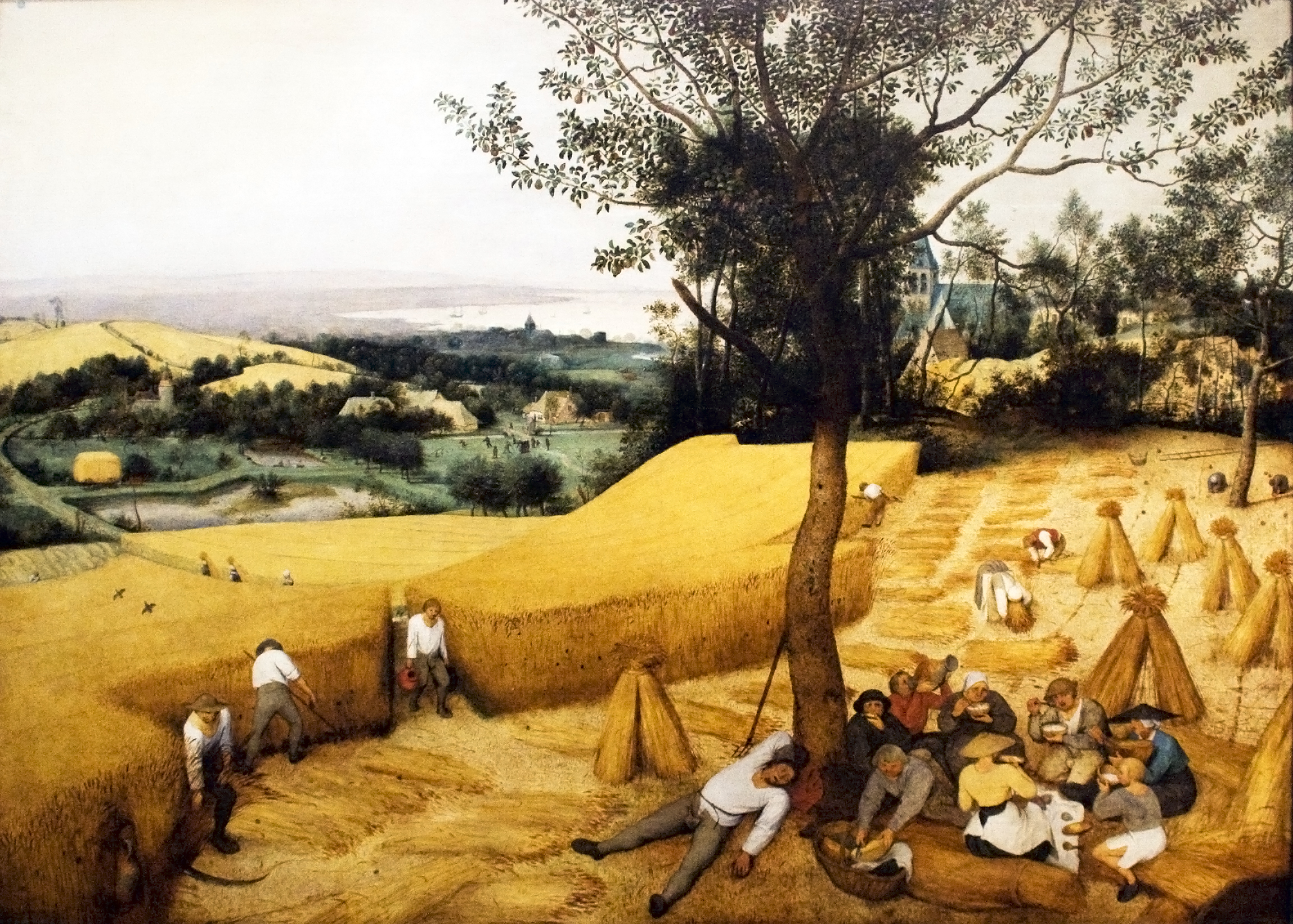
De korenoogst (hoogzomer), 1565
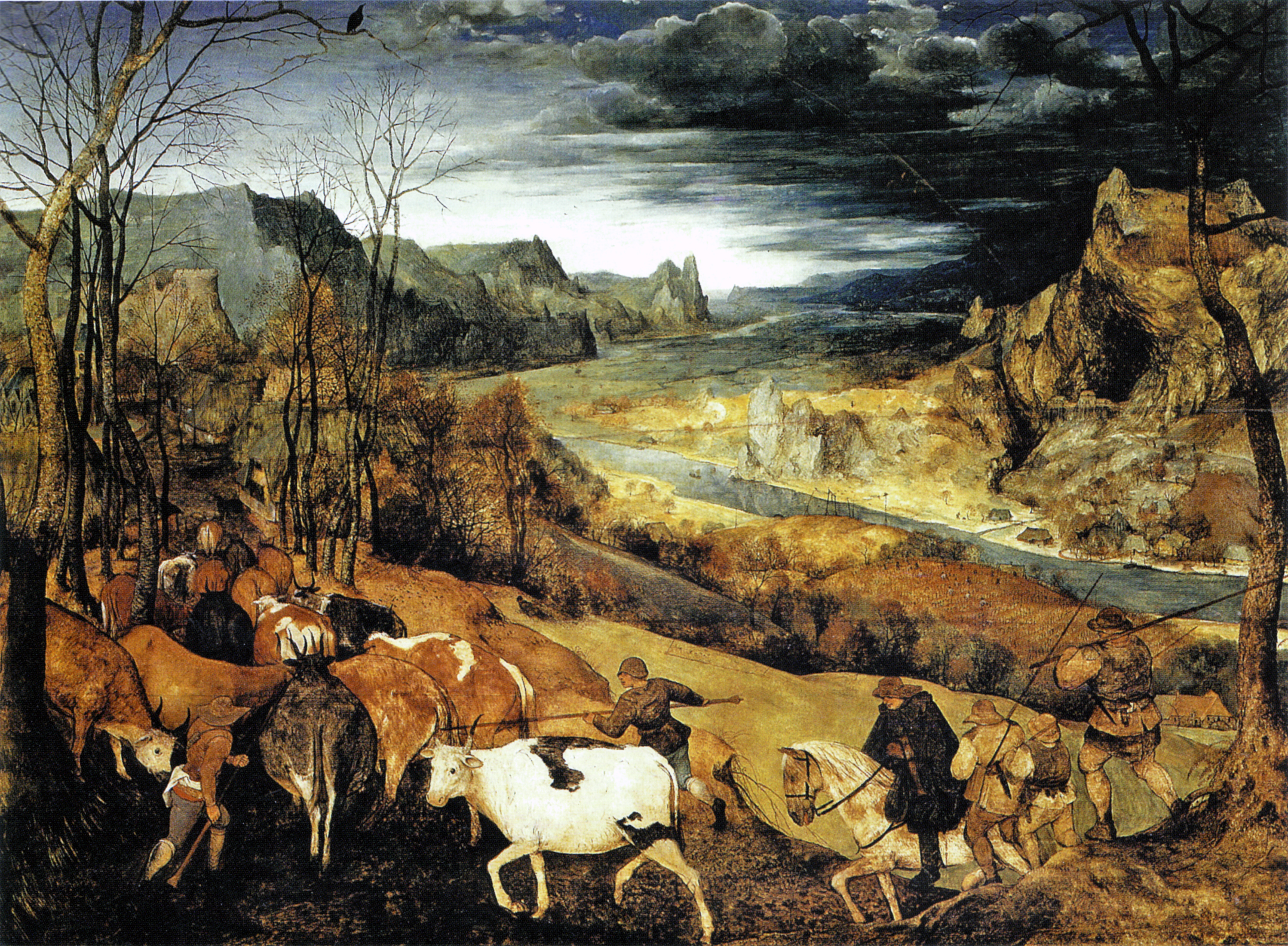
De terugkeer van de kudde (herfst), 1565

Bruegel maakte zijn serie over de seizoenen aanvankelijk in opdracht van de Antwerpse zakenman en kunstverzamelaar Nicolaes Jonghelinck. Ze sierden een kamer in diens buitenverblijf Ter Beken, ooit gelegen aan wat nu de Markgravelei geworden is. In 1595 blijken de zes schilderijen zich te bevinden in de nalatenschap van stadhouder Ernst van Oostenrijk, die ze kort daarvoor ten geschenke had gekregen. Daarna verhuisden ze alle zes naar de verzameling van keizer Rudolf II te Praag om in 1659 weer op te duiken in de inventaris van aartshertog Leopold Willem van Oostenrijk. Daarna ontbreekt lange tijd elk spoor tot vijf van de werken aan het einde van de negentiende eeuw, deels afzonderlijk van elkaar, weer opduiken.
Twee werken uit de serie, Donkere dagen (voorlente) en De terugkeer van de kudde (herfst), behoren net als Jagers in de sneeuw tot de collectie van het Kunsthistorisch Museum te Wenen. De hooioogst (vroegzomer) is in het bezit van de Nationale Galerie Praag en de De korenoogst (hoogzomer) behoort tot de collectie van het Metropolitan Museum of Art te New York. Het werk over de lente (april-mei) is verloren gegaan.

## Trivia

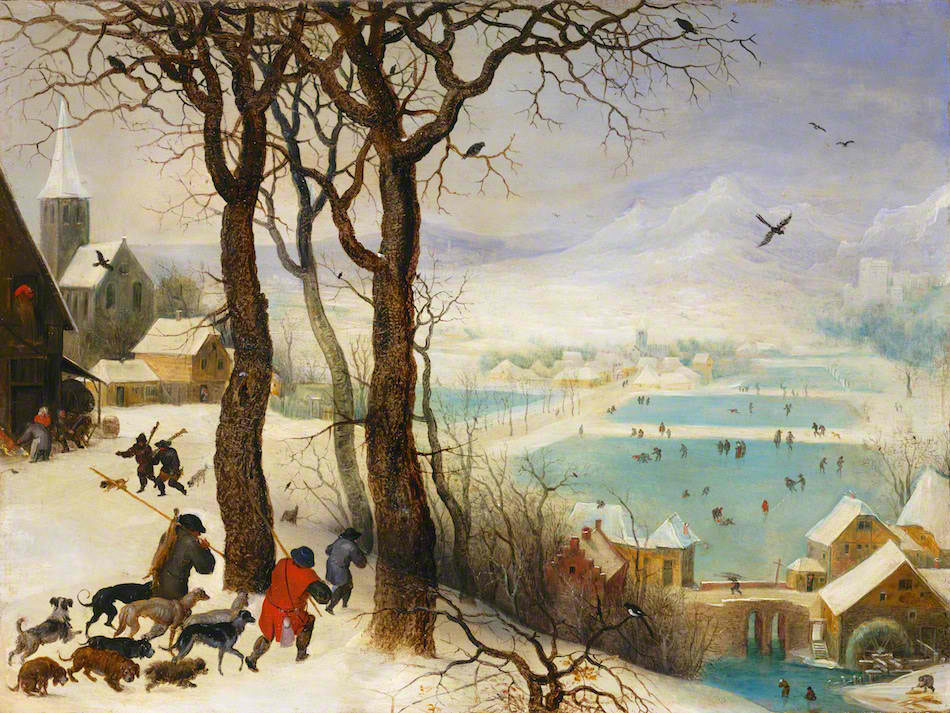
Kopie door Pieter Brueghel de Jonge

- De zoon van Pieter Bruegel de Oude, Pieter Brueghel de Jonge, maakte in zijn jonge jaren, eind zestiende eeuw, een vrije kopie naar Jagers in de sneeuw. Dit schilderij bevindt zich thans in de collectie van het Fuji Kunstmuseum te Tokio.
- Jagers in de sneeuw keert thematisch terug in meerdere films van de Russische regisseur Andrej Tarkovski, onder andere in Solaris, uit 1972. Ook Lars von Trier gebruikt het schilderij als element in zijn film Melancholia uit 2011.
- Het ontbrekende schilderij in de reeks speelt de hoofdrol in de roman Headlong (1999, vertaald als 'Pretmakers in een berglandschap') van Michael Frayn.

## Noot
1. ↑  Kemp, Martin (December 2008). Looking at the face of the Earth. Nature 456 (18): 876. DOI: 10.1038/456876a.
2. ↑  Die Winterbilder Pieter Bruegels d. Ä., pag. 28-30
3. ↑  Elke Oberthaler e.a. (eds.), Bruegel. The Master, tent.cat. 2018, p. 214

Landschap met de parabel van de zaaier (1557) · Wie een varken is, moet in het kot (1557) · Twaalf spreekwoorden (1558) · De spreekwoorden (1559) ·  De strijd tussen Vasten en Vastenavond (1559) · De kinderspelen (1560) · De zelfmoord van Saul (1562) · Twee aapjes (1562) · De val der opstandige engelen (1562) · De triomf van de dood (ca. 1562) · Dulle Griet (1563) · De vlucht naar Egypte (1563) · Gezicht op de baai van Napels (ca. 1563) · De bouw van de toren van Babel (1563) · De aanbidding door de wijzen in de sneeuw (1563) · De kruisdraging (1564) · De aanbidding door de wijzen (1564) · De ontslaping van Maria (ca. 1564) · Christus en de overspelige vrouw (1565) · De hooitijd (juni/juli) (1565) · De oogst (augustus/september) (1565) · De terugkeer van de kudde (oktober/november) (1565)  · Jagers in de sneeuw (december/januari) (1565) · De sombere dag (februari/maart) (1565) · Winterlandschap met schaatsers en vogelknip (1565) · De kindermoord te Bethlehem (ca. 1566) · De boerenbruiloftsdans (1566) · De volkstelling te Bethlehem (1566) · De prediking van Johannes de Doper (1566) · De Sint-Maartenswijn (1566-67) · Het Land van Kokanje (Luilekkerland) (1567) · De bekering van Paulus (1567) · Het bruiloftsmaal (ca. 1567) · De dorpskermis (ca. 1567) · De toren van Babel (ca. 1568?) · Drie soldaten (1568) · De nestrover (1568) · De misantroop (1568) · De parabel van de blinden (1568) · Hoofd van een boerin (ca. 1568) · De kreupele bedelaars (1568) · De ekster op de galg (1568)
Landschap met de verschijning van Christus aan het meer van Tiberias (1553) · De aanbidding door de wijzen (ca. 1556) · De val van Icarus (ca. 1565)
De grote vissen eten de kleine · Zeeslag in de Straat van Messina